# Glamour (banda)
Glamour se formó en 1980 en Valencia por excomponentes de los grupos Doble Zero y La Banda de Gaal. Fue uno de los primeros grupos españoles en adoptar la estética y el sonido de los new romantic y su sencillo Imágenes se convirtió en uno de los temas más representativos de este movimiento. Tras publicar dos álbumes se separaron en 1984. Payá y Barberá se unieron al grupo Ceremonia, mientras que Macías y Carreres fundaron Comité Cisne junto a Carlos Goñi.

## Historia
Glamour están considerados como los pioneros del sonido y la estética de los nuevos románticos en España. El grupo nace de las cenizas de los grupos La Banda de Gaal, del que provenían Luis Badenes (cantante), José Luis Macías (teclados) y Remi Carreres (bajo) y del grupo de rock urbano Doble Zero, del que provenían Adolfo Barberá (guitarra) y José "Nano" Payá (batería). 
En noviembre de 1981 se publica Imágenes, su álbum de debut, producido por el uruguayo Esteban Leivas. Sus principales influencias musicales y estéticas venían del movimiento nuevos románticos del Reino Unido con grupos como Spandau Ballet, Duran Duran, Ultravox, Visage, Japan o Soft Cell.
Su álbum de debut fue uno de los principales impulsores de la Movida Valenciana influyendo en grupos como Betty Troupe o Vídeo. La canción que daba título al disco se publicó en sencillo y maxisencillo y se convirtió en uno de los mayores éxitos del tecno-pop español. 
En 1983 se publicó su segundo álbum Guarda tus lágrimas en un estilo muy similar a su álbum de debut, aunque ningún tema alcanzó la repercusión del sencillo Imágenes, por lo que pasó relativamente desapercibido. 
A inicios de 1984 anunciaron su separación y sus excomponentes formaron parte de numerosos proyectos. Uno de los motivos de la separación fueron las diferencias musicales.
Luis Badenes, compositor de todas las melodías de voz de Glamour y de muchas de sus letras, siguió su carrera con diversos proyectos. 
El último vinilo lo grabó en Barcelona con Pino Sagliocco como productor y con Jules Tropicana como compañero de grupo.
MIX trabajó con músicos como Jaime Stinus, Angel Celada y hasta con el teclista de Nina Haguen.
Luego grabó 4 temas con Macías. 3 eran música y letra de luis y el cuarto era un tema instrumental al que puso letra y melodía.
A finales del siglo XX hizo Tes Fantaisies con el reconocido productor Esteban Lucci, primer trabajo publicado en la red.
Luego trabajó junto a Tomas Castillo en el álbum Strip Art Academy.
También compuso la letra y la melodía de "Son del mar" para una de las publicaciones de Solar Sides.
Luis no solo es compositor e intérprete, también es programador, técnico de sonido, teclados, guitarras, bajos, etc
En los clips filma, edita y publica sus videos. En la actualidad tiene muchos de sus trabajos publicados en la Red.
Barberá estaba más interesado en grupos como Parálisis Permanente que en el tecno-pop, y se unió junto a Payá a Ceremonia, grupo valenciano de post-punk que solo llegó a grabar un mini-álbum. Macías formó parte de los grupos valencianos de tecno-pop Tomates Eléctricos y Última Emoción y junto a Carreres y Carlos Goñi fundó Comité Cisne. Mientras que Luis Badenes publicó en 2001 el álbum en solitario Tes Fantaisies. Además, Barberá y Payá revivieron el grupo Doble Zero casi 30 años después de su disolución.

## Discografía

### Álbumes
- Imágenes (1981).
- Guarda tus lágrimas (1983).

### Sencillos
- Imágenes (1981).
- En soledad (1981).
- Guarda tus lágrimas (1983).
- Intento olvidar (1983).